# 派恩敦 (特拉華州)
派恩敦（英語：Pinetown）是位於美國特拉華州蘇塞克斯縣的一個非建制地區。該地的面積和人口皆未知。

## 地理
派恩敦的座標為38°44′43″N 75°13′26″W / 38.74528°N 75.22389°W，而該地的平均海拔高度為6米（即20英尺）。